# Antiblemma irene
Antiblemma irene là một loài bướm đêm trong họ Erebidae.